# Tibor Szanyi
Tibor Szanyi (ur. 13 lipca 1956 w Budapeszcie) – węgierski polityk i ekonomista, długoletni poseł krajowy, były wiceminister rolnictwa i gospodarki, poseł do Parlamentu Europejskiego VIII kadencji.

## Życiorys
W 1980 ukończył studia z zakresu handlu zagranicznego na Uniwersytecie Ekonomicznym im. Karola Marksa w Budapeszcie. W 1988 uzyskał doktorat z ekonomii na tej samej uczelni. W latach 80. pracował m.in. w węgierskim przedstawicielstwie przy Organizacji Narodów Zjednoczonych do spraw Wyżywienia i Rolnictwa. W latach 90. zatrudniony najpierw w przedsiębiorstwie rolnym, następnie w organizacjach gospodarczych, był m.in. sekretarzem węgierskiej izby przedsiębiorców.
W 1998 wstąpił do postkomunistycznej Węgierskiej Partii Socjalistycznej. W 1998 po raz pierwszy uzyskał mandat posła do Zgromadzenia Narodowego, ponownie był wybierany w 2002, 2006 i 2010. W latach 2002–2004 był wiceministrem rolnictwa, następnie do 2006 zajmował stanowisko wiceministra gospodarki. W 2010 wszedł do zarządu krajowego partii socjalistycznej. W wyniku wyborów europejskich w 2014 został eurodeputowanym VIII kadencji PE. W Europarlamencie zasiadał do 2019. W 2020 założył nowe ugrupowanie pod nazwą Igen Szolidaritás.